# Kirchdorf BE
| BE ist das Kürzel für den Kanton Bern in der Schweiz. Es wird verwendet, um Verwechslungen mit anderen Einträgen des Namens Kirchdorf zu vermeiden. |

Kirchdorf ist eine politische Gemeinde im Verwaltungskreis Bern-Mittelland des Kantons Bern in der Schweiz.

## Geographie

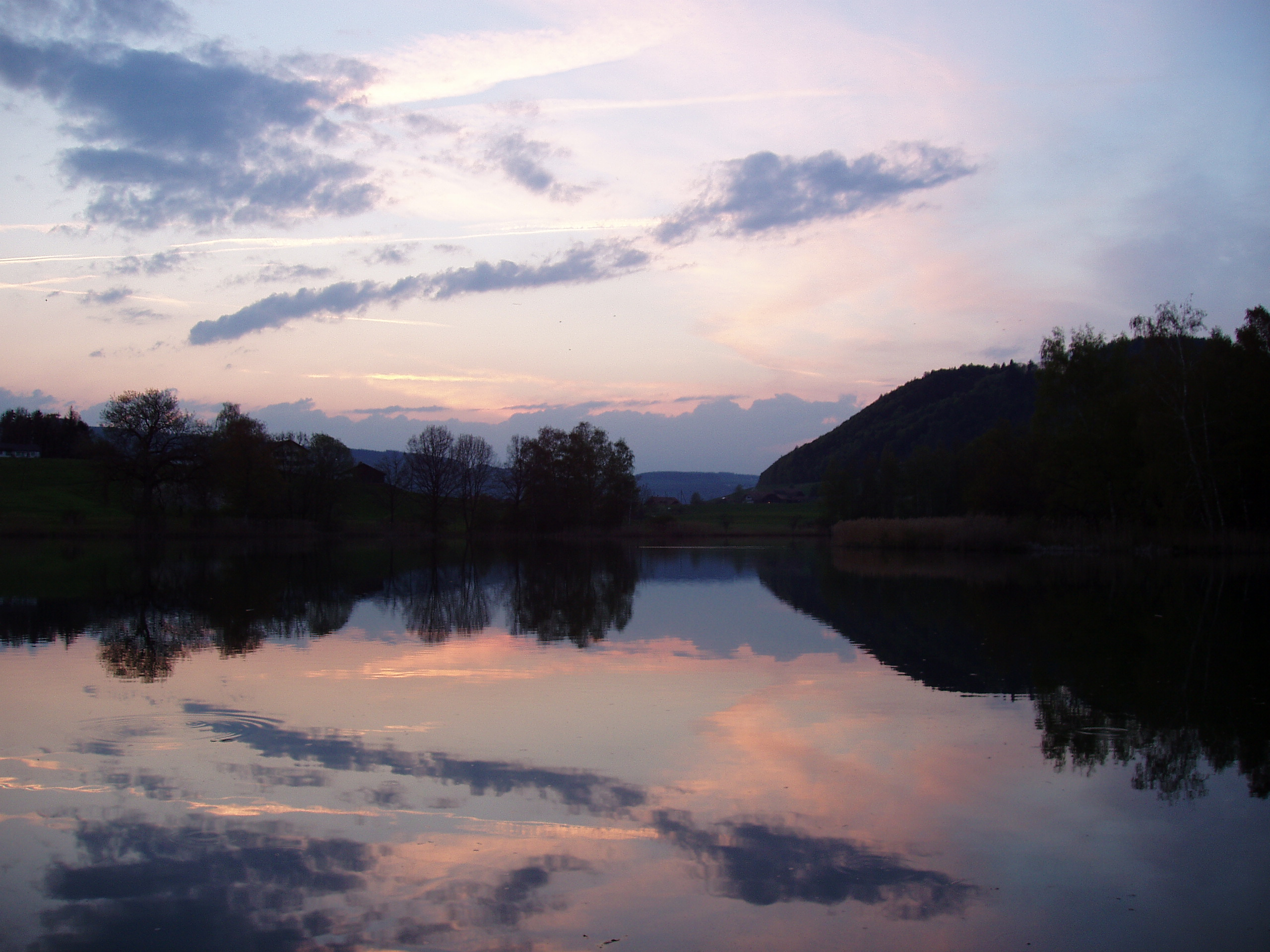
Der Gerzensee von der Badi Kirchdorf gesehen

Kirchdorf liegt auf 611 m ü. M., 10 km nordwestlich der Stadt Thun (Luftlinie). Das Haufendorf erstreckt sich an erhöhter und aussichtsreicher Lage auf dem südlichen Ausläufer des Belpberges zwischen den Talebenen der Gürbe im Westen und der Aare im Osten, südlich des Gerzensees.
Die Fläche des 6,11 km² grossen Gemeindegebiets umfasst einen Abschnitt der breiten Aaresenke zwischen Bern und Thun. Der Hauptteil des Gebietes wird von der gewellten Hochfläche des südlichen Belpberges eingenommen, die vom eiszeitlichen Aargletscher überformt wurde. In einer leichten Senke nördlich des Dorfes befindet sich der Gerzensee, dessen südliche Hälfte zu Kirchdorf gehört. Südlich des Dorfes beginnt die rund 500 m breite flache Talmulde des Limpachs, ein ehemaliges Sumpfgebiet. Nach Osten reicht der Gemeindebann in den Stöckliwald (600 m ü. M.) und in einem schmalen Zipfel über den Gestelen (600 m ü. M.) bis an die Aare hinunter.
Westlich an das Plateau bei Kirchdorf schliessen sich die Höhen von Leen (651 m ü. M.) und Taan (mit 663 m ü. M. die höchste Erhebung der Gemeinde) an. Diese Höhen fallen mit einem bewaldeten Steilhang fast 100 m nach Westen zum Gürbetal ab. Ein Teil der landwirtschaftlich intensiv genutzten Ebene des hier 1,5 km breiten mittleren Gürbetals gehört ebenfalls zu Kirchdorf. Von der Gemeindefläche entfielen 1997 10 % auf Siedlungen, 18 % auf Wald und Gehölze und 70 % auf Landwirtschaft; etwas mehr als 2 % war unproduktives Land.
Zu Kirchdorf gehören die Weiler und Hofgruppen Leen (625 m ü. M.), Büttstein (620 m ü. M.) westlich des Dorfes, Stockeren (590 m ü. M.) am Rand des Limpachtälchens sowie einige Einzelhöfe. Nachbargemeinden von Kirchdorf sind Gerzensee, Wichtrach, Jaberg, Uttigen, Riggisberg, Burgistein, Thurnen und Uetendorf.

## Bevölkerung
Mit 1855 Einwohnern (Stand 31. Dezember 2023) gehört Kirchdorf zu den kleineren Gemeinden des Kantons Bern. Von den Bewohnern sind 96,7 % deutschsprachig, 1,2 % französischsprachig, und 0,4 % sprechen Rätoromanisch (Stand 2000). Die Bevölkerungszahl von Kirchdorf belief sich 1850 auf 679 Einwohner, 1900 auf 605 Einwohner. Im Verlauf des 20. Jahrhunderts nahm die Bevölkerungszahl bis 1960 auf 535 Personen ab. Seither wurde wieder eine deutliche Bevölkerungszunahme verzeichnet.

## Wirtschaft
Kirchdorf war bis in die zweite Hälfte des 20. Jahrhunderts ein vorwiegend durch die Landwirtschaft geprägtes Dorf. Noch heute haben der Ackerbau, der Gemüsebau im Gürbetal sowie die Milchwirtschaft und die Viehzucht einen wichtigen Stellenwert in der Erwerbsstruktur der Bevölkerung. Weitere Arbeitsplätze sind im lokalen Kleingewerbe und im Dienstleistungssektor vorhanden. In Kirchdorf sind heute Betriebe des Baugewerbes, der Elektrobranche, der Holzverarbeitung und ein Carunternehmen vertreten. Auf der Höhe östlich des Limpachtälchens werden die grössten Kiesgruben des Kantons ausgebeutet; ein Teil befindet sich bereits in der Renaturierungsphase. In den letzten Jahrzehnten hat sich das Dorf dank seiner attraktiven Lage zu einer Wohngemeinde entwickelt. Viele Erwerbstätige sind deshalb Wegpendler, die hauptsächlich in den grösseren Ortschaften der Umgebung und im Raum Bern oder Thun arbeiten.
Die 1902 gegründete Landwirtschaftliche Genossenschaft Kirchdorf übernahm 2005 die Landwirtschaftliche Genossenschaft Seftigen und Umgebung, bevor sie drei Jahre später selbst von der Landi Thun Genossenschaft übernommen wurde.

## Politik
Gemeindepräsident ist seit 2019 Samuel Moser (Forum, Stand 2024).
Bei den Nationalratswahlen 2023 betrugen die Wähleranteile in Kirchdorf (in Klammern die Veränderung im Vergleich zu den Wahlen 2019 in Prozentpunkten): SVP 48,69 % (+3,16), SP 9,26 % (+1,60), glp 8,75 % (+0,31), Mitte 8,30 % (−4,04), Grüne 7,49 % (−0,91), FDP 5,39 % (−1,48), EDU 4,96 % (+2,70), EVP 3,73 % (+0,06), Weitere 3,43 % (−1,40).

## Verkehr
Die Gemeinde ist verkehrstechnisch gut erschlossen, obwohl sie abseits der grösseren Durchgangsstrassen an einer Verbindungsstrasse von Mühlethurnen nach Kiesen liegt. Der nächste Anschluss an die Autobahn A6 (Bern–Thun) befindet sich rund 4 km vom Ortskern entfernt. Durch die Postautokurse, welche die Strecken von Belp nach Kirchdorf und von Münsingen nach Kirchdorf bedienen, ist das Dorf an das Netz des öffentlichen Verkehrs angebunden.

## Geschichte

Luftbild (1952)

Das Gemeindegebiet von Kirchdorf war früh besiedelt, was durch die Funde von Gräbern aus der Latènezeit nachgewiesen werden konnte. Zu den Grabbeigaben gehörte ein Eisenschwert, das heute im Bernischen Historischen Museum ausgestellt ist. Im Gestelenwald befand sich eine Erdburg.

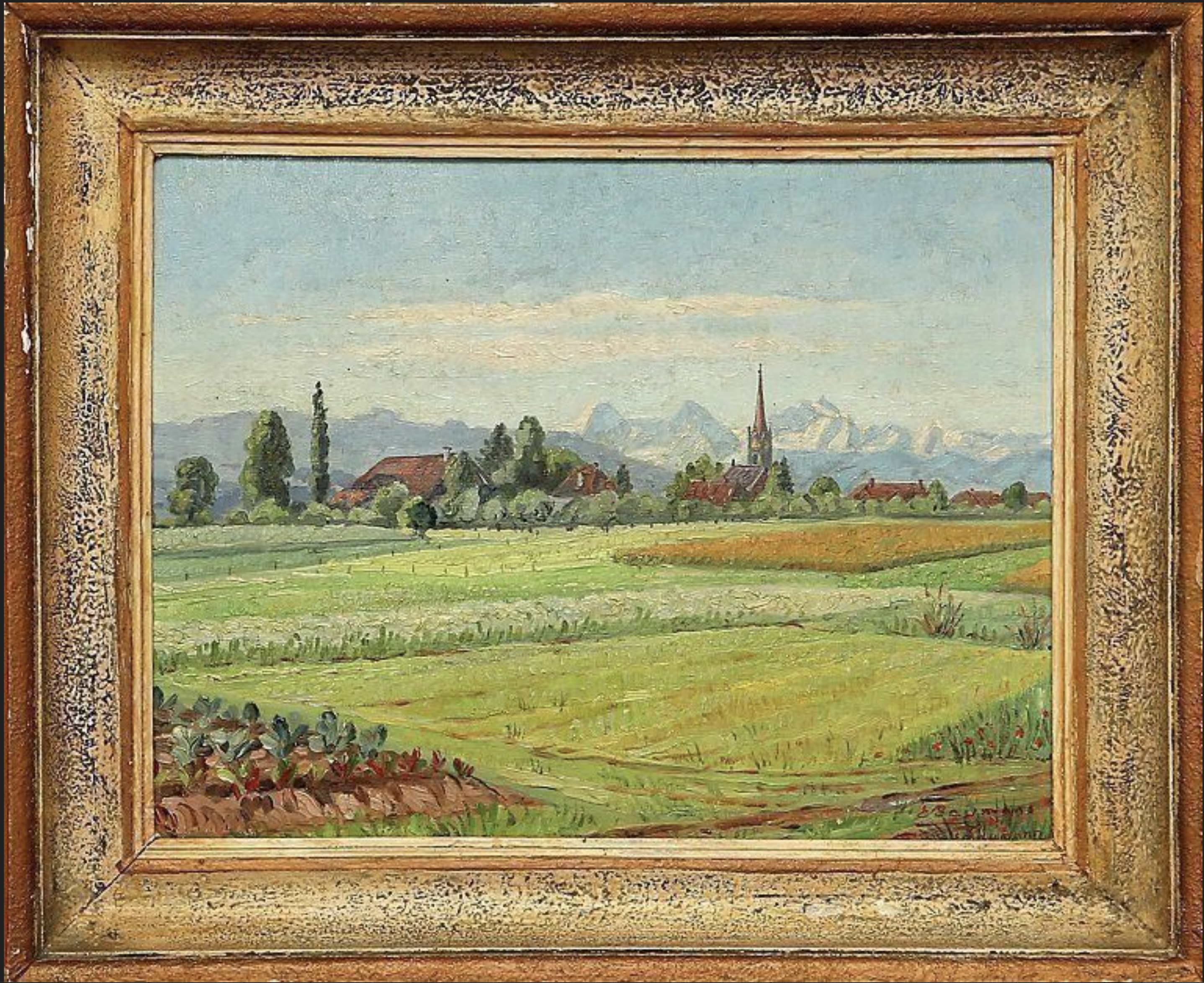
Öl auf Holz, E. Traugott Baumann, Kunstmaler, Jaberg/Kiesen

Die erste urkundliche Erwähnung des Ortes erfolgte 1228 unter dem Namen Chilthorf. Später erschienen die Bezeichnungen Kyltorf (1250), Chilchtorf (1260), Kiltorf (1280), Kiltdorff (1605) und Kirchdorf (1838). Das Dorf dürfte im 7. Jahrhundert von Alemannen angelegt worden sein.
Das Gebiet des heutigen Kirchdorf war im Mittelalter in zahlreiche Kleinbesitze aufgesplittert, welche teils bernischen Familien, teils geistlichen Institutionen gehörten (Kloster Interlaken, Niederspital Bern). Erst 1508 wurde das Gebiet um Kirchdorf unter Jakob von Wattenwyl zu einer Herrschaft vereinigt. Das Niedergericht Kirchdorf gelangte 1645 an die Stadt Bern und wurde zu einem Vennergericht im Landgericht Seftigen erhoben. Früh entwickelten sich in Kirchdorf verschiedene Gewerbezweige (Sattlereien, Gerbereien, Sägereien, Mühlen), weil das Dorf an einer wichtigen Verbindung zwischen dem Emmental und dem Schwarzenburgerland lag. Nach dem Zusammenbruch des Ancien Régime (1798) gehörte Kirchdorf während der Helvetik zum Distrikt Seftigen und ab 1803 zum Oberamt Seftigen, das mit der neuen Kantonsverfassung von 1831 den Status eines Amtsbezirks erhielt.
Am 11. Februar 1871 wurden 224 Soldaten der französischen Bourbaki-Armee in der Kirche untergebracht. In der Nacht vom 26. auf den 27. Februar 1871 geriet die Kirche durch Unvorsichtigkeit der Einquartierten in Brand. Um 1874 wurde die neu erbaute Kirche eingeweiht und um 1957/1958 umfassend renoviert, wodurch sie das heutige schlichte Erscheinungsbild erhielt.
Am 1. Januar 2018 fusionierte Kirchdorf mit den ehemaligen Gemeinden Gelterfingen, Mühledorf und Noflen zur neuen Gemeinde Kirchdorf.

## Wappen und Fahne
| Wappen von Kirchdorf | Blasonierung: «Im Schragenschnitt geteilt von Rot und Silber, belegt mit einem rechtsschrägen Doppelwellenbalken von Silber und Blau in gewechselten Farben.» |
| Wappen von Kirchdorf | Wappenbegründung: Silber und Rot kommen als Farben bereits in den Wappen der fusionierten Gemeinden Gelterfingen, Kirchdorf, Mühledorf und Noflen vor. Die Zahl vier (vier Gemeinden) wird in Schildteilung und Balken aufgenommen. Der Wellenbalken steht für die Gewässer Aare und Gürbe, welche die Landschaft prägen. |

Das alte Wappen von Kirchdorf vor der Fusion
Die alte Fahne von Kirchdorf vor der Fusion

## Sehenswürdigkeiten

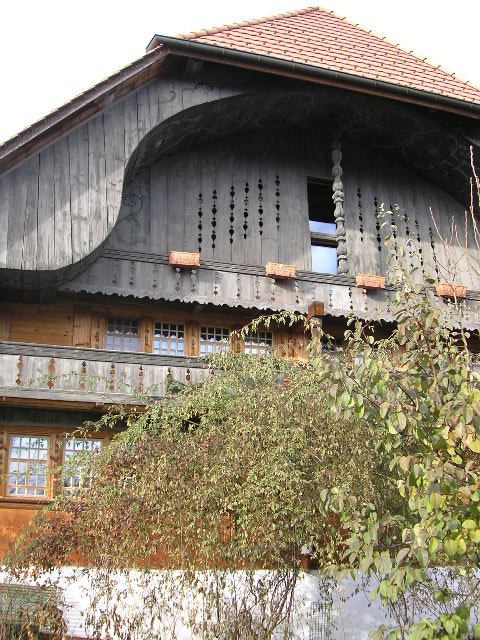
Das Lehnerhaus im Ortskern

Die Ursuskirche, die bereits im Rahmen der ersten Nennung des Dorfes erwähnt wurde, erhielt ihre heutige Gestalt beim Neubau von 1872 bis 1874; der Vorgängerbau wurde durch einen Brand zerstört. Die leicht erhöht stehende Kirche zeigt Stilformen der Neugotik und einen hohen Spitzhelm. Sie gilt als Wahrzeichen des Dorfes und ist weithin sichtbar.
Kirchdorf besitzt ein schützenswertes Ortsbild von nationaler Bedeutung. Im alten Ortskern bilden die zahlreichen charakteristischen Häuser aus dem 17. bis 19. Jahrhundert eine Einheit. Erwähnenswert sind vor allem der Käfigturm aus dem 17. Jahrhundert mit dem Gemeindearchiv, das ehemalige obrigkeitliche Kornhaus (um 1700 erbaut) sowie die Landsitze Schlössli (1646) und Winkel (1668). Zur modernen Architektur gehört das Mehrzweckgebäude Dorfträff.
Der nördlich des Dorfes gelegene Gerzensee mit seinen unverbauten Ufern bildet ein Naturschutzgebiet und ist nur an wenigen Orten zugänglich.

## Persönlichkeiten
- Margret Zeerleder-Lutz (1674–1750), Pietistin